# Peter Rößler (Jurist)
Peter Rößler (* 5. November 1912 in Berlin; † Oktober 1993) war ein deutscher Jurist.

## Leben
Rößler wurde zum Doktor der Rechte promoviert. Er war von 1970 bis 1977 Präsident des Verwaltungsgerichtshofs Baden-Württemberg. Von 1973 bis 1979 war er zudem Richter am Staatsgerichtshof für das Land Baden-Württemberg, zunächst von 1973 bis 1975 als stellvertretendes Mitglied. Er war von 1975 bis 1976 ständiger Stellvertreter des Präsidenten und von 1976 bis 1979 Präsident des Staatsgerichtshofs.
1978 wurde Rößler das Große Bundesverdienstkreuz mit Stern der Bundesrepublik Deutschland verliehen.